# Bienkoxenus
Bienkoxenus is een geslacht van rechtvleugeligen uit de familie sabelsprinkhanen (Tettigoniidae). De wetenschappelijke naam van dit geslacht is voor het eerst geldig gepubliceerd in 1968 door Cejchan.

## Soorten
Het geslacht Bienkoxenus omvat de volgende soorten:
- Bienkoxenus beybienkoi Stebaev, 1964
- Bienkoxenus gobiensis Bey-Bienko, 1951
- Bienkoxenus mongolicus Mishchenko, 1968
- Bienkoxenus transaltaicus Podgornaya & Gorochov, 1989